# Goldhauben-Laubenvogel
Der Goldhauben-Laubenvogel (Amblyornis macgregoriae) oder Goldhaubengärtner bzw. Gelbhaubengärtner ist eine Art aus der Familie der Laubenvögel (Ptilonorhynchidae) und ist ein Vertreter der Avifauna Neuguineas. Im Vergleich zu den in Australien vorkommenden Chlamydera-Arten oder dem Seidenlaubenvogel ist diese zur Gattung Amblyornis gehörende Art auf Grund des schlechter zugänglichen Verbreitungsgebiets vergleichsweise wenig erforscht.
Der Goldhauben-Laubenvogel ist mit einer Körperlänge von bis zu 26 Zentimeter einer der kleineren Vertreter in der Familie der Laubenvögel und entspricht etwa der Größe einer Drossel. Er zählt zu den Arten zu deren Balzverhalten der Bau einer Laube durch das Männchen gehört. Es werden mehrere Unterarten für diese Art unterschieden. Der Goldhauben-Laubenvogel wurde erstmals 1890 vom britischen Ornithologen Charles Walter De Vis beschrieben. Sein Artepitheton macgregoriae trägt er zu Ehren von Sir William MacGregor, dem ersten Gouverneur der Kolonie Britisch-Neuguinea.
Goldhauben-Laubenvogel sind sehr langlebig und brauchen mehrere Jahre, bis sie ihre Geschlechtsreife erreicht haben. Auf Grund der Intelligenzleistung, die sie beim Bau ihrer Lauben zeigen, werden sie zu den intelligentesten unter den Vögeln gezählt. Ihre Bestandssituation wird laut IUCN als ungefährdet (least concern) eingestuft.

## Merkmale

### Erscheinungsbild
Der Goldhauben-Laubenvogel erreicht eine Körperlänge von bis zu 26 Zentimeter, wovon bei der Nominatform 7,8 bis 9,2 Zentimeter auf den Schwanz entfallen. Die Schnabellänge beträgt 2,7 bis 3 Zentimeter. Sie erreichen ein Körpergewicht zwischen 100 und 145 Gramm.
Bei dem Männchen ist die Körperoberseite ein dunkles olivfarben. Gesicht und Hals sind etwas heller, der Scheitel ist leicht orangerot überwaschen. Der Mantel und das Schwanzgefieder ist etwas dunkler als die übrige Körperoberseite. Am hinteren Scheitel und am oberen Nacken sind einige Federn verlängert und haben eine metallisch glänzende orange Farbe. Bei bestimmten Lichteinfall bilden sich auf diesen Federn weiße Glanzlichter.
Die Körperunterseite ist dunkel ockerfarben, dabei sind die Brustseiten und die Flanken etwas dunkler, das Kinn und die Kehle etwas heller. Die Iris ist dunkelbraun, der Schnabel ist schwärzlich mit einer blauen Schnabelbasis. Die Beine und Füße sind dunkelgrau.
Das Weibchen ähnelt dem Männchen, ihm fehlt allerdings die orangerote Federhaube. Auf Mantel, Scheitel und Rumpf sowie im Nacken schimmert das Gefieder leicht orange. Noch nicht geschlechtsreife Männchen ähneln dem Weibchen, sie zeigen im Nacken jedoch erste Anzeichen der sich bildenden Federhaube. Männliche Jungvögel sind im Vergleich zu den Weibchen ein wenig bräunlicher.

### Stimme
Der Goldhauben-Laubenvogel hat ein sehr großes Stimmrepertoire. Wie für die meisten Arten der Laubenvögel typisch, ahmt er die Rufe einer Reihe von Vogelarten seines Lebensraumes sowie Geräusche seiner Umgebung nach. Unter anderem ahmt er mit seiner Stimme auch das Flügelschwirren nach, das Männchen in der Nähe ihrer Laube bewusst als Instrumentallaut produzieren. Er ahmt auch Geräusche nach wie Baumfällen und das Murmeln entfernt zu vernehmender menschlicher Unterhaltung.
Zu den nachgeahmten Vogelstimmen seiner Umgebung zählen unter anderem die knatternden Geräusche des Schmalschwanz-Paradieshopfes (Epimachus meyeri).

## Verbreitungsgebiet und Unterarten

Karte Neuguineas

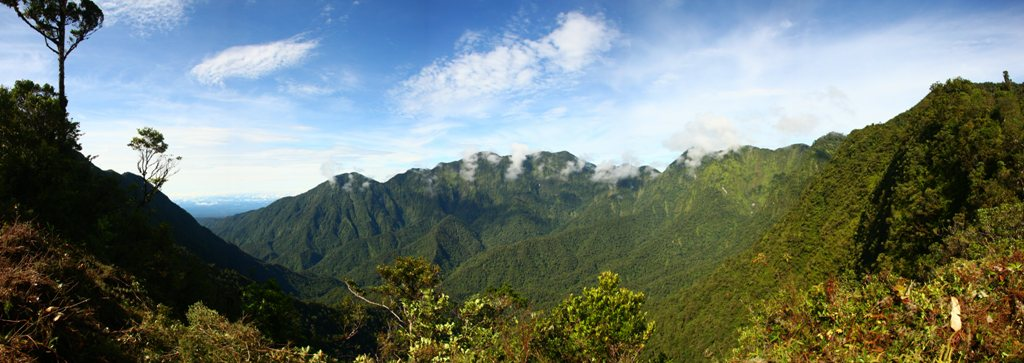
Landschaft des Mount Bosavi, dem Verbreitungsgebiet einer Unterart

Der Goldhauben-Laubenvogel ist ein scheuer Vogel, obwohl er in seinem Verbreitungsgebiet recht häufig vorkommt. Es gibt sieben Unterarten, die in Westneuguinea westlich des Weylandgebirges sowie in Papua-Neuguinea im Adelbert-Gebirge, der Huon-Halbinsel sowie dem Mount Bosavi in einer Höhe von 1600 bis 3300 m NN beheimatet sind. Nicht besiedelt wird dagegen der Vogelkop, die Halbinsel im Westen Neuguineas.
Folgende Unterarten werden unterschieden:
- A. m. macgregoriae - De Vis, 1890 – Südosten Neuguineas
- A. m. mayri - E. J. O. Hartert, 1930 - Westen und Zentralgebiet von Neuguineas. Zum Verbreitungsgebiet gehört unter anderem das Weylandgebirge und der Westen des Hindenburggebirges.
- A. m. lecroyae - C. B. Frith & D. W. Frith, 1997 - Verbreitungsgebiet ist das Bergmassiv des Mount Bosavi
- A. m. kombok - Schodde & McKean, 1973 – Osten Neuguineas, zum Verbreitungsgebiet gehört unter anderem das Kraetkegebirge und das Bismarckgebirge
- A. m. amati - T. K. Pratt, 1982 – Adelbert-Gebirge im Nordosten von Neuguinea
- A. m. germana - Rothschild, 1910 – Gebirge der Huon-Halbinsel im Nordosten von Neuguinea.
- A. m. nubicola - Schodde & McKean, 1973 – äußerster Südosten von Neuguinea. Zum Verbreitungsgebiet gehört unter anderem das Owen-Stanley-Gebirge.

Der Lebensraum des Goldhauben-Laubenvogels sind Bergwälder. Er kommt nur in Primärwald vor. Das Verbreitungsgebiet des Goldhauben-Laubenvogels überlappt sich teilweise mit dem des Rothaubengärtners, der in niedrigeren Höhenlagen vorkommt. Clifford und Dawn Frith halten es für möglich, dass der Rothaubengärtner durch den verbreiteteren Goldhauben-Laubenvogel – der mit einer Körperlänge von bis zu 26 Zentimeter geringfügig größer ist – in niedrigere Höhenlagen verdrängt wurde. Die komplexer gebaute Laube ist aus ihrer Sicht möglicherweise auch ein Resultat einer stärkeren Abgrenzung der beiden Arten voneinander.

## Nahrung
Der Goldhauben-Laubenvogel frisst überwiegend Früchte verschiedener Bäume, Sträucher und Kletterpflanzen. Daneben frisst er Blüten und gelegentlich auch Insekten. Die gefressenen Früchte haben einen Durchmesser von bis zu 2,4 Zentimeter. In einzelnen Untersuchungsgebieten wurden bis zu 130 verschiedene Pflanzenarten festgestellt, die vom Goldhauben-Laubenvogel genutzt werden. Früchte werden gewöhnlich sofort an Ort und Stelle gefressen. Laubenbesitzende Männchen dagegen horten auch Früchte, ein Verhalten das auch von Laubenvögeln der Gattung Ailuroedus und vom Säulengärtner bekannt ist.
Einige Baumarten, die in der Ernährung des Goldhauben-Laubenvogels eine besonders große Rolle spielen, stehen am häufigsten auf Hügelkämmen oder im oberen Bereich von Hängen. An diesen Stellen befinden sich auch überwiegend die von den Männchen gebauten Lauben. Männchen, die in der Nähe dieser Bäume ihre Lauben bauen, brauchen sich während der Nahrungssuche nicht zu weit von ihren Lauben zu entfernen und sie sind besser als an anderen Stellen in der Lage, Weibchen anzuziehen.
Goldhauben-Laubenvogel suchen alleine oder in kleinen Trupps nach Nahrung. Häufig können in den Baumkronen adulte Männchen gemeinsam mit subadulten Männchen gemeinsam beobachtet werden. Bei den adulten Männchen wurde bislang nicht festgestellt, dass sie ihre Nahrungsquellen gegen andere Vögel verteidigen. Am Mount Besavi wurden von insgesamt 8 gefangenen Goldlaubenvögeln 7 mit Fallen gefangen, die eigentlich für bodenlebende Säugetiere aufgestellt waren. Das weist darauf hin, dass Goldhauben-Laubenvogel einen Teil ihrer Nahrungssuche auch am Boden nachgehen.

## Fortpflanzung
Die Männchen des Goldhauben-Laubenvogels sind polygyn, das heißt, sie paaren sich mit mehreren Weibchen. Das Weibchen baut alleine das Nest, bebrütet allein das Gelege und zieht allein die Jungvögel auf. Die Männchen werben um die Weibchen mit dem Bau von Lauben, die wie beim Säulengärtner und den anderen Amblyornis-Arten zum Typus „Maibaum“ gehören. Im Vergleich zum Hüttengärtner gehört die Laube des Goldhauben-Laubenvogels gemeinsam mit der des Gelbscheitelgärtners zu den vergleichsweise einfachen Konstruktionen.
Die Standorte der Maibäume werden häufig über mehrere Jahre genutzt. Bei einem Maibaum besteht die Vermutung, dass er mehr als 20 Jahre kontinuierlich besetzt war.

### Standort des Maibaums
Die einzelnen Maibäume des Goldhauben-Laubenvogels stehen nicht weiter als 200 Meter voneinander entfernt. Die Standorte werden nicht willkürlich ausgesucht. Die Männchen zeigen eine deutlich nachweisbare Präferenz für Hangkämme oder Hänge mit einer bestimmten Neigung. Andere Einflussfaktoren sind die Baumkronendichte der umstehenden Bäume und die Anzahl von Baumsprösslingen in der Nähe. Von 46 untersuchten Maibäumen standen 40 direkt auf einem Hangkamm und sechs weitere befanden sich drei bis 30 Meter vom Hangkamm entfernt.

### Maibaum und Moosplattform
Insgesamt fünf Arten der Laubenvögel bauen eine Laube vom Typus Maibaum. Es handelt sich dabei um eine Konstruktion, bei der Ästchen um einen dünneren Baumstamm oder um einen Baumfarn gefügt werden. Die dabei entstehende Säule aus Ästchen um diesen Stamm ist das wesentliche Charakteristikum dieses Laubentypus.
Die einfachste Form dieser Laube baut der Goldhauben-Laubenvogel. Der Biologe Hansell beschreibt, dass der Maibaum des Goldhauben-Laubenvogels nur eine Höhe von zwei- oder dreimal die Körperhöhe des Männchens habe und aus ein paar hundert, fein ineinander gefügten Ästchen im Zentrum einer ansonsten nicht geschmückten Moosplattform bestehe. Er hält außerdem fest, dass die Laube nicht geschmückt werde.
Nach Clifford und Dawn Frith ist der Maibaum des Goldhauben-Laubenvogels dagegen zwischen 30 Zentimeter und 3 Meter hoch. Der Durchmesser des Maibaums betrage zwischen 20 und 50 Zentimeter. Errichtet wird er an einem schlanken Baumstamm (alternativ einen Baumfarn), der eine Höhe von einem bis fünf Meter habe. Die Moosplattform rund um den Maibaum habe ein Durchmesser von etwa einem Meter. Sie wird von einem erhöhten Moosrand abgeschlossen, der etwa 22 Zentimeter breit ist und 5 bis 75 Zentimeter höher ist als die Moosplattform.

### Schmuck
Während Hansell den Bau des Goldhauben-Laubenvogels als schmucklos beschreibt, nennen Clifford und Dawn Frith folgende Schmuckelemente: rost-rote Insekten-Exkrete, Kohle, Pilze, Baumwachs, Dung von Säugetieren, kleine Früchte, Flechten, Blüten, Blätter, darunter auch die großen Blätter von Schraubenbäume, Deckflügel von Insekten und Schmetterlingsflügel. Vom Menschen hergestellte Dinge werden von den Männchen des Goldhauben-Laubenvogels auch in Nähe der Maibaums platziert. Bei den in abgelegenen Bergwäldern Neuguineas vorkommenden Goldhauben-Laubenvögel spielt dies jedoch keine so große Rolle wie beispielsweise beim Tropfenlaubenvogel oder dem Seidenlaubenvogel. Die Dekorationsobjekte werden von dem Goldhauben-Laubenvogel auf der Moosplattform abgelegt und zum Teil auch in die untersten Ästchen des Maibaums gehängt. In einzelnen Fällen werden Früchte auch in einem Umkreis von bis zu drei Meter um den Maibaum auf umgestürzten Baumstämmen platziert.
Die dekorierten Deckflügel stammen von Käfern, die von dem Goldhauben-Laubenvogel zuvor gefressen wurden. Dieses Verhalten findet sich bei allen Arten der Gattung Amblyornis sowie dem Archboldlaubenvogel beschrieben.
Ein Bemalen der Laube, wie es beispielsweise für den Gelbnacken-Laubenvogel beschrieben wird, wurde bei dem Goldhaubenvogel bislang noch nicht beobachtet. Ein Männchen zerkaute aber weißlich Blätter und hing diese dann an die Enden von den Ästchen, aus denen der Maibaum konstruiert war.

### Saisonalität. Zeitaufwand und Verteidigung der Laube
Die Männchen der Goldhauben-Laubenvogel bleiben ganzjährig in der Nähe ihrer Laube. Von Ende April bis Februar des nächsten Jahres bauen sie an ihrer Laube. Der Beginn der erneuten Bauaktivitäten an der Laube fällt dabei mit dem Beginn der Trockenzeit zusammen. Bis August sind sie mit der Reparatur beschäftigt, Schmuckobjekte schaffen sie vor allem in den Monaten Juni bis Juli herbei. Im Oktober, wenn die Regenzeit erneut beginnt, beginnen sie zu balzen. In den wenigen Wochen, die sie nicht an der Laube bauen, durchlaufen sie die Mauser.
Fünf Männchen, die intensiver beobachtet wurden, verbrachten im Schnitt 54 Prozent des Tages in einem Umkreis von 15 bis 20 Meter um die Laube herum. Diesen Umkreis verteidigten sie auch gegenüber anderen Männchen. Von der Zeit, die sie in der Nähe der Laube verbringen, sitzen sie ohne Lautäußerung in einer Entfernung von fünf bis 10 Meter auf einer Ansitzwarte. Während 14 Prozent der Zeit riefen sie. 12 Prozent ihrer Zeit verbrachten sie damit, die Laube auszubessern und weitere drei Prozent der Zeit interagierten sie mit Artgenossen, die sich der Laube näherten. Konkurrierende Männchen suchen vergleichsweise häufig die Lauben auf: Von den 18 beobachteten Paarungsversuchen wurden 39 durch konkurrierende Männchen unterbrochen. Rivalisierende Männchen versuchen die Laube des Rivalen zu beschädigen und stehlen Schmuckobjekte genauso wie das Moos, das am Ende des Maibaums aufgeschichtet wird. Bei 20 beobachteten Eindringen eines Rivalen in den unmittelbaren Bolzplatz eines Haubenbesitzers wurde in neun Fällen die Laube ganz oder teilweise zerstört. Die Haubenbesitzer verbrachten eine Zeit zwischen mehreren Minuten und fünf Stunden mit der Reparatur der Laube.
Goldhauben-Laubenvogelmännchen verjagen nicht nur konkurrierende Männchen der eigenen Art, sondern auch andere Vogelarten bis zur Größe einer großen Taube. Neben Tauben wurden auch Großfußhühner und Paradiesvögel wurden unter anderem auch der Schwarzohr-Laubenvogel verjagt.

### Nest, Brut und Aufzucht der Jungvögel
Die Brutzeit fällt hauptsächlich in die Monate Oktober bis Januar. Das Nest wird in den Kronen von Schraubenbäumen, in Baumfarnen und in Baumsprösslingen errichtet. Die Höhe oberhalb des Erdbodens beträgt durchschnittlich 2,3 Meter. Die Nester stehen häufig in einer Entfernung von etwa 30 Meter von einer Laube entfernt. Das Nest wist napfförmig und wird auf einer losen Plattform von größeren Ästchen errichtet.
Die gefundenen Gelege umfassten jeweils ein einzelnes Ei. Die Eischale war weiß ohne jegliche weiteren Farbabzeichen. Das Frischeivollgewicht betrug 19 Gramm, was etwa 15,7 Prozent des durchschnittlichen Gewichts eines Weibchens entspricht. Ein Nestling, der kurz nach seinem Schlupf gewogen wurde, wog 20,5 Gramm. Das Weibchen füttert die Nestlinge mit Früchten und Insekten wie Singzikaden und Ameisen.

## Trivia
Im Jahre 1967 veröffentlichte Heinz Sielmann einen ca. 4½-minütigen Lehrfilm über das Balzverhalten des Goldhauben-Laubenvogels.